# Wuzi
Wuzi é uma obra clássica da literatura chinesa sobre estratégia militar, atribuída a Wu Qi. É considerada um dos Sete Clássicos Militares da China.

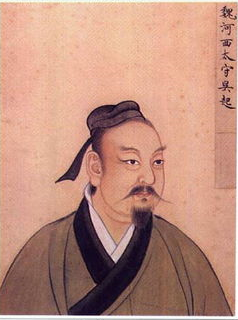
Retrato de Wu Qi

Diz-se que havia dois livros sobre a arte da guerra escritos por Wu Qi, mas um se perdeu, restando apenas o Wuzi como o único livro existente a transmitir o pensamento militar de Wu Qi. A mais antiga edição publicada do Wuzi que sobrevive é da Dinastia Song (960–1279). Pela falta de exemplares remanescentes, não há consenso entre os estudiosos modernos quanto à última data de composição do Wuzi, mas presume-se nominalmente que o cerne da obra tenha sido composto por volta da época de Wu Qi (440–381 a.C.), em meados do Período dos Reinos Combatentes. Referências históricas indicam que o Wuzi era muito famoso e popular tanto no Período dos Reinos Combatentes quanto na Dinastia Han. Além dos estudos estratégicos/táticos e da filosofia da guerra, o Wuzi dá atenção considerável à preparação logística para a guerra.
O conteúdo filosófico da obra consiste principalmente em uma síntese entre Confucionismo e Legalismo. O livro tenta conciliar a preocupação humanista (confucionista) com valores morais e governo benevolente, com a necessidade administrativa (legalista) de recompensas e punições estritas e previsíveis. Essa tentativa de síntese entre valores confucionistas e legalistas é comum a outros tratados militares datados de modo mais conclusivo do Período dos Reinos Combatentes.

## Teoria militar
O texto atual do Wuzi consiste em seis seções, cada uma tratando de um aspecto crítico dos assuntos militares: Planejamento para o Estado; Avaliação do Inimigo; Controle do Exército; o Tao do General; Respondendo à Mudança; e Estimulando os Oficiais. Embora cada capítulo seja menos específico do que os títulos tradicionais sugerem, eles ilustram o tema e o escopo geral do livro como um todo.
Quando jovem, Wu Qi passou três anos formativos como estudante de Confucionismo. Após adquirir alguns anos de experiência administrativa, passou a crer que, para que a benevolência e a retidão sobrevivessem em sua época, a força e a preparação militares se faziam necessárias. Sem um exército forte para defender o que é justo, Wu Qi acreditava que as virtudes confucionistas desapareceriam, e o mal dominaria o mundo. Por causa de sua ênfase na importância do poder militar para salvaguardar direitos civis e liberdade, o autor do Wuzi afirma que os comandantes devem ser criteriosamente escolhidos, de preferência entre aqueles que demonstram coragem e talento para as artes militares, mas que também possuam boas habilidades de administração civil e apresentem virtudes confucionistas, especialmente sabedoria e autocontrole.
Como os exércitos do Período dos Reinos Combatentes dependiam fortemente do cavalo, tanto para transporte quanto para a força dos carros de guerra, o Wuzi enfatiza mais a criação e a manutenção de uma cavalaria do que da infantaria em suas discussões sobre logística. Por conta da transição de uma guerra entre nobres para a mobilização em massa de exércitos civis, o Wuzi destaca a importância de conquistar o apoio firme e a lealdade do povo comum. Devido ao seu foco na relevância da administração civil como auxílio à força militar, o Wuzi enfatiza a implementação de políticas confucionistas voltadas a melhorar o bem-estar material do povo, conquistar seu apoio emocional e fomentar suas virtudes morais.
Harmonia e organização são igualmente importantes: sem harmonia, uma organização não será coesa; mas, sem organização, a harmonia não será eficaz para alcançar objetivos coletivos. Existem três etapas para se obter uma força de combate disciplinada e eficiente: organização adequada, treinamento intenso e motivação completa. Somente após criar um exército disciplinado e coeso é que vencer passa a ser uma questão de tática e estratégia. Grande parte do Wuzi discute os meios de conseguir tal força.
A respeito das teorias legalistas de provocar ações desejadas mediante o exercício apropriado de recompensas e punições, o Wuzi aponta que recompensas e punições, por si só, são insuficientes: a recompensa excessiva pode levar indivíduos a buscar lucro e glória em detrimento do grupo, enquanto a punição em excesso pode reduzir o moral, em casos extremos fazendo com que os homens prefiram fugir do serviço militar a enfrentar as consequências do fracasso. Além de recompensas e punições, o general deve inculcar (essencialmente valores pseudo-confucionistas) em seus soldados: homens que creem lutar por uma causa moral preferem a morte a viverem desonrosamente, melhorando as chances de sucesso tanto do soldado quanto do exército como um todo. É somente com a combinação de foco moral e recompensas e punições eficazes que o exército se torna uma força disciplinada, com ânimo elevado e fortemente motivada.
O Wuzi aconselha os generais a adotarem táticas e estratégias diferentes com base na avaliação das situações no campo de batalha. Fatores que influenciam as táticas e estratégias adequadas incluem: terreno e condições climáticas relativos ao embate; o caráter nacional dos combatentes; a história pessoal e as características do comandante inimigo; bem como o moral, a disciplina, o nível de fadiga, o número e a qualidade geral das tropas amigas e inimigas. Na obtenção dessas informações, e na prevenção de que o inimigo as obtenha, espionagem e engodo são primordiais.

## Autoria
Por conta da falta de evidências arqueológicas, não há consenso entre os estudiosos modernos sobre a data em que o Wuzi foi composto ou modificado pela última vez. Sabe-se que uma obra conhecida como Wuzi estava entre os livros mais amplamente consultados sobre estratégia militar nos registros do Período dos Reinos Combatentes. (Registros contemporâneos notáveis que mencionam o Wuzi incluem os Anais de Primavera e Outono e o Han Feizi.) Sima Qian, em seu Shiji, equipara a popularidade do Wuzi, tanto no Período dos Reinos Combatentes quanto na Dinastia Han, à de A Arte da Guerra, de Sun Tzu. Há indícios de que, no Período dos Reinos Combatentes, existiam dois textos distintos intitulados “Wuzi”, mas (pelo menos) um se perdeu. O fato de grandes partes do texto parecerem ter-se perdido ou sido deliberadamente removidas das edições atuais dificulta ainda mais a datação da obra. Existem evidências que sustentam tanto a hipótese de que grande parte do texto atual foi escrito em meados do Período dos Reinos Combatentes, quanto a de que foi modificado após esse período.
O estudo mais sistemático sobre a data de composição e autoria do Wuzi, baseado em referências históricas e no conteúdo do livro, conclui que o essencial do texto foi provavelmente escrito pelo próprio Wu Qi, mas sofreu perdas de conteúdo, revisões e acréscimos após a morte dele. Essa teoria supõe que os discípulos de Wu Qi inicialmente continuaram a alterar o texto, mas não explica o conteúdo aparentemente inserido até mesmo na dinastia Han (possivelmente para “atualizar” a obra). A seguir, cinco pontos resumem as conclusões desse estudo sobre a data de composição do Wuzi: